# Laura Margherita Mazzarino
Laura Margherita Mazzarino (Chieti, 4 maggio 1608 – Milano, 9 giugno 1685) nacque da Pietro Mazzarino, amministratore del principe Filippo I Colonna, e da Ortensia Buffalini, una nobildonna di Città di Castello.

## Biografia
Nacque a Chieti il 4 maggio 1608.
Il 9 luglio 1634 venne data in sposa al conte Geronimo Martinozzi (n. 1610)
Nel 1647 venne chiamata dal fratello Giulio Mazzarino, ministro di Luigi XIV, insieme alla sorella Girolama, alle figlie e alle nipoti, a stabilirsi presso la corte reale francese. Vivere a corte infatti, sotto la protezione del fratello, significava poter far maritare le sue figlie con uomini potenti, scelti naturalmente dal cardinale secondo le sue trame politiche.
Alloggiò, con il resto della famiglia, dapprima ad Aix-en-Provence, poi nel palazzo del fratello e infine si stabilì alla corte della regina Anna d'Austria, nell'appartamento dei La Rochefoucauld della marchesa di Sénécé, governante del re.
L'accoglienza in Francia fu calorosa: i cortigiani, per accattivarsi in realtà i favori del potente Mazzarino, cercavano in tutti i modi di compiacere sia Laura Margherita che gli altri famigliari.
Le nipoti del cardinale erano dette mazarinettes e la regina Anna volle occuparsi personalmente della loro educazione.
A differenza di sua sorella Geronima che, secondo le parole dell'abate di Choisy, "Non diede mai fastidio a nessuno" , Laura Margherita era più ambiziosa..
Suo fratello riuscì in effetti a trovare per le nipoti Martinozzi dei buoni partiti: Laura venne data in sposa a Alfonso IV d'Este e Anna Maria ad Armando di Borbone-Conti. Una nipote di Laura Margherita, Maria Beatrice d'Este, riuscì a divenire anche regina d'Inghilterra, Scozia e Irlanda sposando Giacomo II d'Inghilterra.
Morì a Milano il 9 giugno 1685.

## Discendenza
Sposò il conte Geronimo Martinozzi (n. 1610) dal quale ebbe due figlie:
- Laura (Fano, 27 maggio 1639 – Roma, 19 luglio 1687);
- Anna Maria (Roma, 1637 – Parigi, 4 febbraio 1672).